# 安德烈亚·米凯莱蒂
安德烈亚·米凯莱蒂（義大利語：Andrea Micheletti，1991年6月22日—），意大利男子赛艇运动员。他曾代表意大利参加世界赛艇锦标赛，获得一枚银牌。他也曾参加2016年夏季奥林匹克运动会。